# 祥雲寺 (町田市)

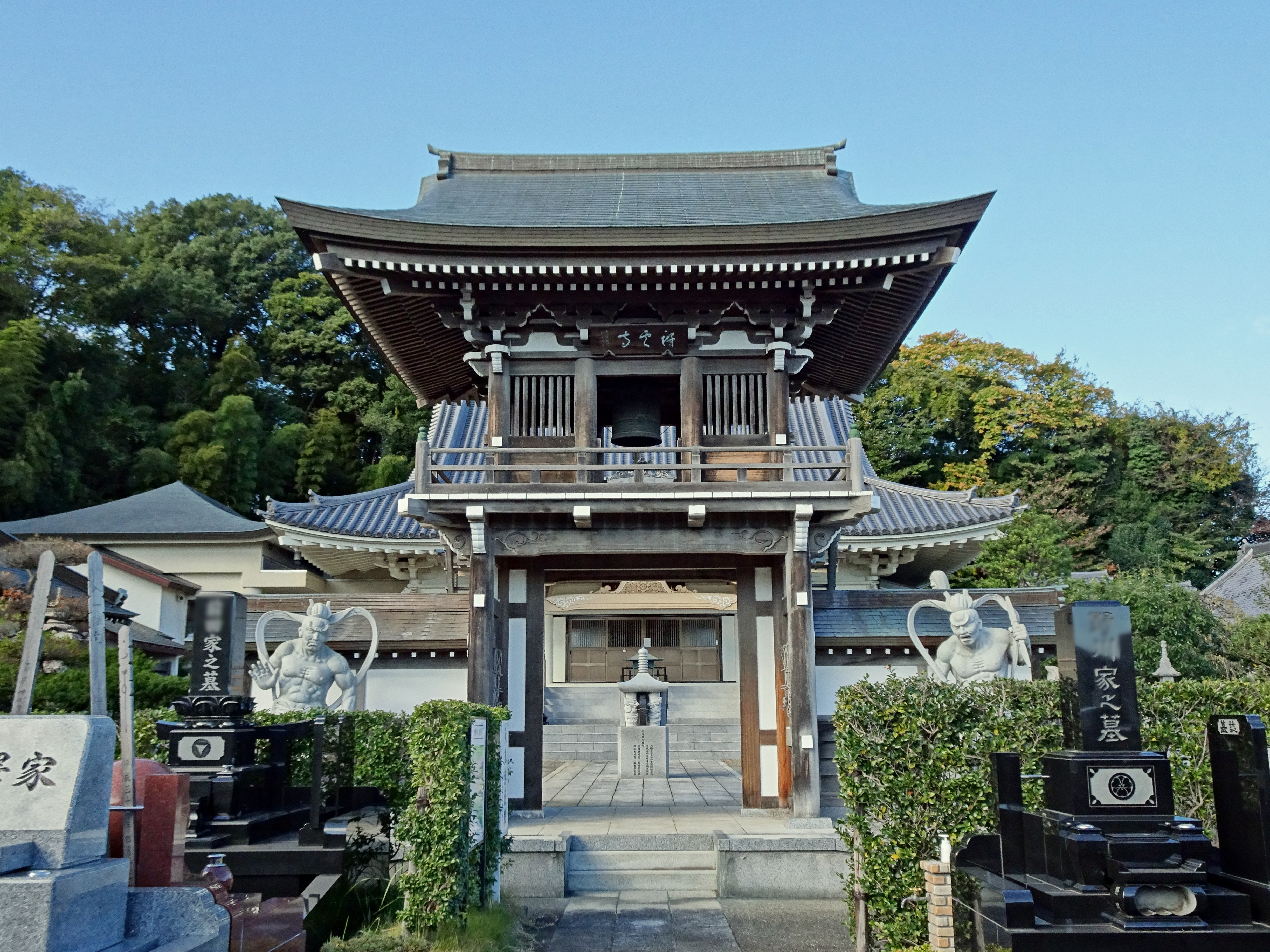
祥雲寺山門

祥雲寺（しょううんじ）は、東京都町田市にある曹洞宗の寺院。

## 歴史
1526年（大永6年）、寥堂秀郭によって開山された。後北条氏の武運長久を祈念するために創建された。以来、後北条氏と徳川氏（江戸幕府）の篤い保護を受けている。江戸時代は寺領15石が与えられていた。神奈川県伊勢原市の石雲寺の末寺である。
当寺の観音堂には、行基作とされる観音菩薩像が安置されている。実際には平安時代中期の作とみられている。この観音堂はかつての本堂で、1976年（昭和51年）の本堂新築に伴い、横に移築され観音堂となった。

## 交通アクセス
- 町田駅より徒歩13分。